# Estação Ferroviária de Barca da Amieira-Envendos
A estação ferroviária de Barca da Amieira - Envendos, originalmente designada apenas como  de Barca da Amieira (nome frequentemente grafado como "Barca d’Amieira") e por vezes ainda assim referida, em abreviatura ("Barca Amieira"), é uma interface ferroviária da Linha da Beira Baixa, que serve nominalmente as freguesias de Amieira do Tejo (mun. Nisa) e Envendos (mun. Mação), em Portugal.

## Descrição

### Localização e acessos
Esta interface localiza-se junto à linha de água do Rio Tejo, onde este faz fronteira entre os municípios de Nisa, na margem esquerda, a sudeste, e de Mação, na margem direita, a noroeste — situando-se a infraestrutura ferroviária nesta última, incluindo a via férrea e todas as estruturas de apoio, nomeadamente o edifício de passageiros e respetivos arruamentos anexos. Estes, mormente a EM359, com um pendor inicial apreciável, comunicam por via rodoviária esta estação com o restante da freguesia de Envendos e do seu município de Mação; deste lado, para nordeste, a localidade mais próxima, a cerca de dois quilómetros, é São José das Matas. A localidade nominal secundária, Envendos, situa-se a distância considerável, para nornoroeste, a cerca de nove quilómetros, variando consoante o percuso escolhido.

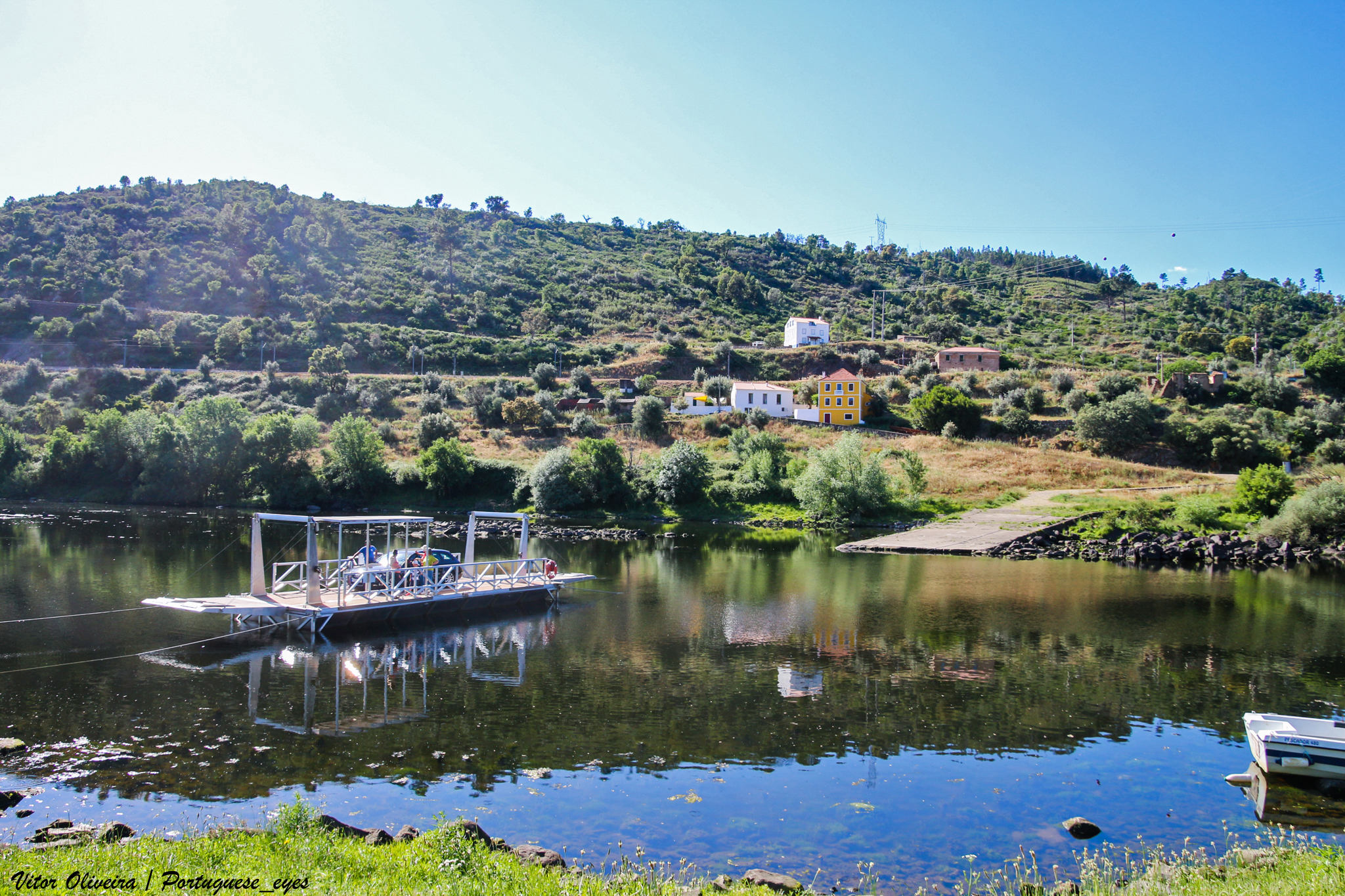
Atravessamento fluvial em 2023 (com a estação à direita, fora do enquadramento).

Na margem oposta do Rio Tejo, que tem aqui cerca de 100 m de largura, situa-se a localidade nominal primária, Barca da Amieira, sendo o atravessamento feito por via fluvial, para peões e veículos ligeiros, a pedido e em regime gratuito, sete horas por dia de quarta‑feira a domingo, de abril a outubro, num percurso que em 2020 durava cerca de três minutos; daqui, a EM359 segue para sudeste, ligando a Amieira do Tejo (antiga sede da freguesia local) a menos de quatro quilómetros, e daí para Arez (sede da freguesia local desde 2012) e Nisa (sede do município local). Não se pode considerar que haja atravessamento rodoviário/penonal alternativo via qualquer das pontes sobre o rio Tejo: A Ponte de Belver situa-se cerca de quatro quilómetros a montante do local da estação mas dista quase catorze por via rodoviária; já a Ponte do Fratel, a pouco menos de treze quilómetros a jusante do local da estação, dista por sua vez quase 21 km por via rodoviária. Dado o declive acentuado da margem direita, onde se situa, esta estação encontra-se pois singularmente isolada: Com efeito, um dos principais acessos, ao longo da sua história, foram os serviços de barcas que atravessavam o rio.

### Infraestrutura
O edifício de passageiros situa-se do lado noroeste da via (lado esquerdo do sentido ascendente, para a Guarda). Esta interface apresenta quatro vias de circulação, identificadas como I, II, I-A, e II-A, com comprimentos de 466 e 624 m, respetivamente duas-a-duas; destas são as duas primeiras acessíveis por plataforma de 150 m de comprimento e 685 mm de altura; existe ainda uma via secundária, identificada como III, com comprimento de 92 m; todas estas vias estão eletrificadas em toda a sua extensão.

### Serviços
Esta estação é utilizada por comboios Regionais, assegurados pela operadora Comboios de Portugal.

## História

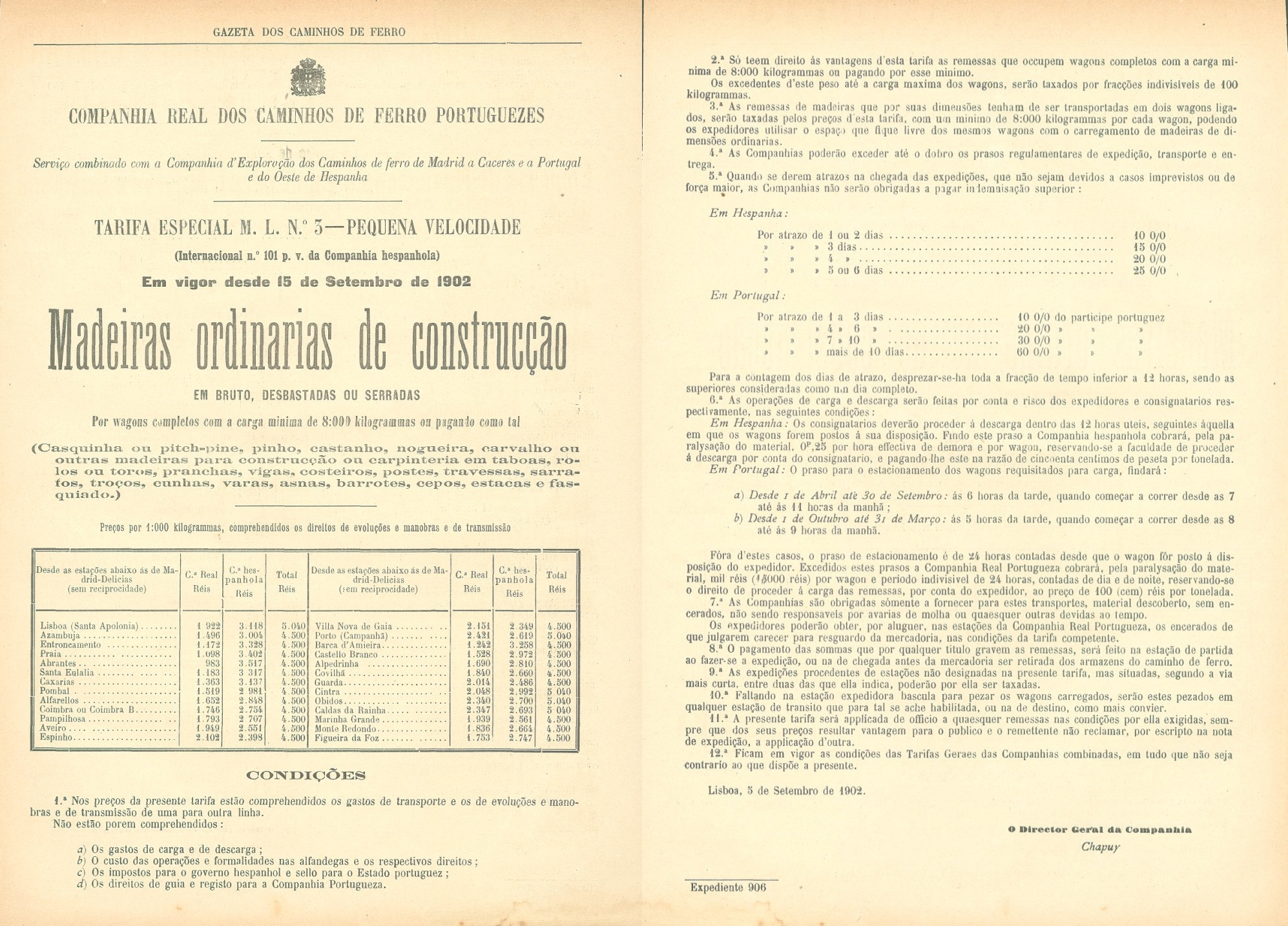
Anúncio de 1902 da Companhia Real dos Caminhos de Ferro Portugueses, onde esta estação surge com o nome de Barca d'Amieira.

Esta interface situa-se no lanço entre Abrantes e Covilhã da Linha da Beira Baixa, que começou a ser construído nos finais de 1885, e entrou em exploração no dia 6 de Setembro de 1891. Foi uma das estações inaugurais deste lanço, sendo então Amieira do Tejo considerada como o ponto de partida de «uma bôa estrada para Niza e outros pontos da Beira».
Em 1932, empreenderam-se obras de melhoramento da toma de água, e em 1934 foi aprovado um projecto para obras de ampliação da estação.
Num diploma publicado no Diário do Governo n.º 240, II Série, de 15 de Outubro de 1949, o Ministério das Comunicações aprovou o processo de expropriação de duas parcelas de terreno entre os PK 41+173,94 e 41+223,94, para a construção de habitações para o pessoal, na estação de Barca de Amieira.
Em 2004, esta interface possuía a classificação de Estação, e dispunha de duas vias de circulação. Em Janeiro de 2011, continuava a apresentar duas vias de circulação, ambas com 466 m de comprimento; as plataformas tinham ambas 150 m de extensão, e 70 cm de altura. — valores entretanto (em 2017 ou anteriormente) alterados/ajustados para os atuais.

Depois de ter sido o principal acesso à estação durante o século XX, os serviços fluviais entraram em declínio devido à massificação do transporte automóvel e à introdução das barragens, embora continuem em uso, com regulamentação relegislada em 2024. Com efeito, nos finais da década de 2010 foi introduzida uma nova embarcação, depois da antiga ter ficado apeada num local elevado nas margens, na sequência de cheias. Neste período, a estação foi também atingida por incêndios, que levaram à destruição de estruturas em madeira.